# Michał Gawlicki
Michał Gawlicki (ur. 28 listopada 1898 w Optucku, zm. 28 stycznia 1977 w Gdańsku) – sierżant rezerwy WP, obrońca Westerplatte.

## Życiorys
Syn Adama i Katarzyny. Ukończył cztery oddziały publicznej szkoły powszechnej. W latach 1912–1914 terminował w warsztacie ślusarskim w Optucku.
Od sierpnia 1914 służył w Legionach Polskich. W maju 1918 wcielony do armii austro-węgierskiej. Od listopada 1918 w szeregach Wojska Polskiego. Do rezerwy został przeniesiony w 1921 w stopniu plutonowego. Do 1934 pracował kolejno w różnych firmach. Od października 1934 zatrudniony był w Wojskowej Składnicy Tranzytowej jako mechanik i pomocnik techniczny. W czasie jej obrony we wrześniu 1939 był dowódcą placówki "Elektrownia". Został ranny w głowę. Po kapitulacji przebywał w obozie jenieckim w miejscowości Stablack w Prusach Wschodnich (nr jeńca 2195). 5 lipca 1940 na podstawie orzeczenia niemieckiej wojskowej komisji lekarskiej uznany za trwale niezdolnego do pracy, po czym został zwolniony do domu. Do stycznia 1945 pracował w Poznaniu w Zakładzie Oczyszczania Miasta.
W kwietniu 1945 powrócił do Gdańska. Z jego inicjatywy przystąpiono do tworzenia Związku Obrońców Westerplatte. Do 1948 pracował jako ślusarz maszynowy w Milicji Obywatelskiej. Pracował także w Gdańskich Warsztatach Samochodowych. Od października 1948 był kontrolerem technicznym w Stoczni Gdańskiej. Ze względu na stan zdrowia w 1968 otrzymał rentę specjalną. Od 1946 był członkiem Stronnictwa Demokratycznego.
Został pochowany na Cmentarzu Srebrzysko (rejon IX, kwatera I, rząd 2, grób 210).

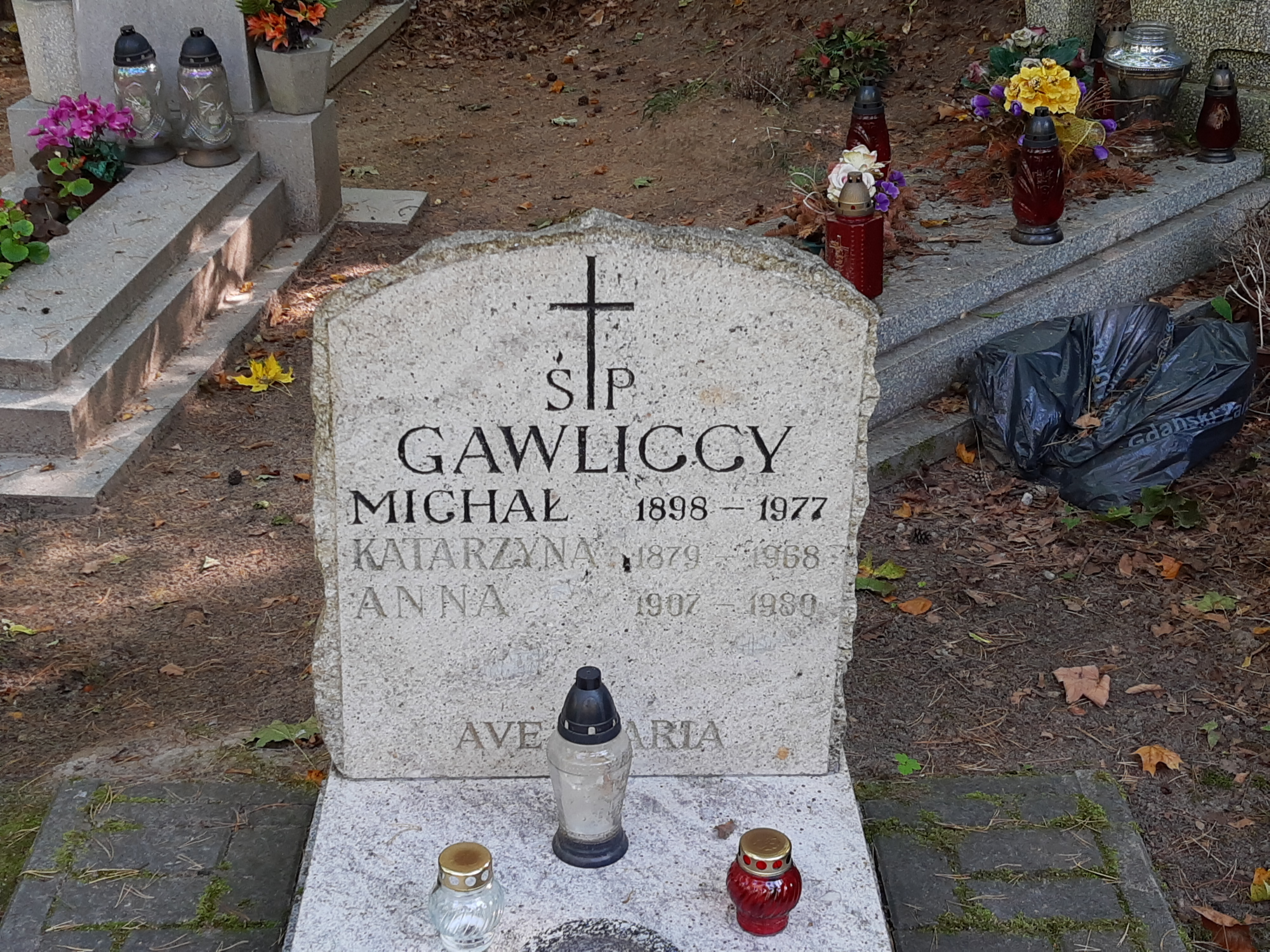
Grób Michała Gawlickiego na cmentarzu Srebrzysko

## Ordery i odznaczenia
- Krzyż Niepodległości[1]
- Medal Pamiątkowy za Wojnę 1918-1921[1]
- Medal 10-lecia Odzyskania Niepodległości[1]
- Brązowy Medal za Długoletnią Służbę (przed 1939)[1]
- Krzyż Srebrny Orderu Virtuti Militari (1945)[1]
- Medal za Odrę, Nysę i Bałtyk (1945)[1]
- Medal Zwycięstwa i Wolności 1945 (1947)[1]
- Odznaka Grunwaldzka (1947)[1]
- Srebrny Krzyż Zasługi (1957)[1]
- Złoty Krzyż Zasługi (1959)[1]